# Pêcheur de pierres
Albums de Daran
Augustin & Anita Le petit peuple du bitume
Pêcheur de pierres est le cinquième album de Daran, sorti le 20 mai 2003.

## Titres
1. La pop music
2. Pêcheur de pierres
3. Une sorte d'église
4. Rêvé de rien
5. J'en ai marre
6. Santé sécurité
7. Trains quotidiens
8. Gyrophare
9. Casse tête
10. Avec le temps
11. L'amour et l'air
12. Rien ne m'y oblige
13. La haine au bois dormant